# Víctor Herrera Piggott
Víctor Herrera Piggott, nacido el 18 de abril de 1980 en la Ciudad de Panamá, Panamá. Es un ex mediocampista de fútbol

## Selección nacional
Hizo su debut con la selección de Panamá en el año 2006 contra El Salvador y ha sido un miembro de la juventud de todos los procesos de la selección nacional de Panamá. Entre sus últimas apariciones en torneos oficiales con la selección mayor de Panamá cabe destacar su participación con el equipo en la Copa Uncaf 2009 y en la Copa Oro 2009, además de su aparición en convocatorias de partidos amistosos del seleccionado panameño.

### Participaciones en selección nacional
| Copa            | Categoría | Sede           | Resultado        | Partidos | Goles |
| --------------- | --------- | -------------- | ---------------- | -------- | ----- |
| Copa Uncaf 2007 | Mayor     | El Salvador    | Subcampeón       | 3        | 0     |
| Copa Oro 2007   | Mayor     | Estados Unidos | Cuartos de final | 4        | 0     |
| Copa Uncaf 2009 | Mayor     | El Salvador    | Campeón          | 2        | 0     |
| Copa Oro 2009   | Mayor     | Estados Unidos | Cuartos de final | 2        | 0     |

### Goles internacionales
| Núm. | Fecha                 | Lugar                                                     | Rival             | Gol | Resultado | Competición |
| ---- | --------------------- | --------------------------------------------------------- | ----------------- | --- | --------- | ----------- |
| 1    | 11 de octubre de 2006 | Estadio Hasely Crawford, Puerto España, Trinidad y Tobago | Trinidad y Tobago | 2-1 | 2-1       | Amistoso    |
| 2    | 22 de agosto de 2007  | Estadio Rommel Fernández, Panamá, Panamá                  | Guatemala         | 2-1 | 2-1       | Amistoso    |

## Clubes
| Club                      | País        | Año         |
| ------------------------- | ----------- | ----------- |
| Panamá Viejo FC           | Panamá      | 1997-2000   |
| Sporting 89               | Panamá      | 2001        |
| Toluca                    | México      | 2002        |
| Necaxa                    | México      | 2002        |
| CD Luis Ángel Firpo       | El Salvador | 2003        |
| Millonarios               | Colombia    | 2003        |
| FC San Francisco          | Panamá      | 2004-2006   |
| Puerto Rico Islanders     | Puerto Rico | 2007-2008   |
| Sevilla FC Puerto Rico    | Puerto Rico | 2008        |
| San Francisco Fútbol Club | Panamá      | 2009-2010   |
| Sporting San Miguelito    | Panamá      | 2010 - 2012 |
| San Francisco Fútbol Club | Panamá      | 2012 - 2013 |

## Palmarés
| Título                    | Club                          | País        | Año     |
| ------------------------- | ----------------------------- | ----------- | ------- |
| Anaprof                   | Panamá Viejo FC               | Panamá      | 2000-01 |
| Anaprof                   | San Francisco FC              | Panamá      | 2005-A  |
| Anaprof                   | San Francisco FC              | Panamá      | 2006-A  |
| Puerto Rico Soccer League | Sevilla FC Puerto Rico        | Puerto Rico | 2008    |
| Copa de Naciones UNCAF    | Selección de fútbol de Panamá | Honduras    | 2009    |
| Anaprof                   | San Francisco FC              | Panamá      | 2009-A  |

- Datos: Q7944637